# Servizio divino
Servizio divino (in tedesco Gottesdienst) è il nome dato alla liturgia di santa cena presso varie Chiese luterane. Affonda le sue radici nella liturgia eucaristica di rito romano precedente al Concilio di Trento, rivisitata da Martin Lutero nella Formula missae del 1523 e nella Deutsche Messe ('Messa tedesca') del 1526. In seguito la liturgia fu ulteriormente sviluppata attraverso i Kirchenordnungen ('Ordinamenti della Chiesa') del XVI e XVII secolo sulla scia della tradizione di Lutero.
Il termine "servizio divino" è preferito nelle chiese luterane conservatrici e nelle comunità statunitensi e canadesi. Nelle denominazioni luterane più liberali, come la Chiesa evangelica luterana in America, tendono a usare "santa comunione" o "eucaristia".

## Liturgia

### Servizio preparatorio
Viene cantato un inno processionale. L'assemblea si alza, mentre il pastore e coloro che lo seguono entrano nel santuario dal nartece. Il pastore sta sui gradini dell'altare, e recita la formula trinitaria («Nel nome del Padre e del Figlio e dello Spirito Santo»), mentre l'assemblea si fa il segno della croce. Dopo sia l'assemblea che il pastore si inginocchiano, recitando una confessione dei peccati.
Congregazione: Ma se confessiamo i nostri peccati, Dio che è fedele e giusto ci perdonerà i peccati e ci purificherà da ogni colpa.
(Momento di silenzio per l'esame personale)
Pastore: Vediamo quindi confessiamo i nostri peccati a Dio nostro Padre.
Tutti: Dio misericordioso, confessiamo che siamo di natura peccaminosa e sporca. Noi abbiamo peccato contro di te nel pensiero, nella parola e nell'azione, da quello che abbiamo fatto e da ciò che abbiamo lasciato incompiuto. Non vi abbiamo amato con tutto il cuore; non abbiamo amato il nostro prossimo come noi stessi. Abbiamo giustamente meritato la vostra punizione presente ed eterna. Per il bene del tuo Figlio, Gesù Cristo, abbi pietà di noi. Perdonaci, rinnovaci e portaci, in modo che possiamo desiderare la tua volontà e le tue orme per la gloria del tuo Santo Nome. Amen.
Pastore (testi alternativi): 
- testo 1: In virtù della confessione da voi appena fatta, io ottemperando ai doveri del mio ufficio, quale chiamato servo della Parola, annunzio a voi la grazia di Dio, ed in luogo e per il comando del mio Signore Gesù Cristo, io perdono a voi tutti i vostri peccati, nel nome del Padre, del Figlio e dello Spirito Santo. Amen.
- testo 2: Nella misericordia di Dio onnipotente, Gesù Cristo è stato dato a morire per noi, e per amor Suo Dio ci perdona tutti i nostri peccati. Per coloro che credono in Gesù Cristo Egli dà il potere di diventare figli di Dio e dona loro lo Spirito Santo. Il Signore, che ha iniziato questa buona opera in noi, la porti a compimento nel giorno del Signore nostro Gesù Cristo.»

### Servizio della Parola
Si recita l'introito, costituito da un'antifona seguita da un versetto di un salmo, e che rispecchia il tema della lettura del giorno.
Il diacono canta il Kyrie eleison e dopo l'assemblea recita in Gloria in excelsis Deo, che viene sostituito da Veni, Veni, Emmanuel nel periodo dell'Avvento e da Vexilla Regis nel periodo della Quaresima.
Il pastore proclama il Dominus Vobiscum ai fedeli e dopo vi è la colletta.
Poi vi è la prima lettura, tratta dall'Antico Testamento (o dagli Atti degli Apostoli nel periodo pasquale), che si conclude con l'espressione del lettore La Parola del Signore, a cui l'assemblea risponde Grazie a Dio.
Vi è il Graduale, e poi la lettura dell'Epistola. Dopo il canto dell'Alleluia, un brano del Vangelo è letto o cantato in genere dal diacono. Prima della lettura, l'assemblea esclama Gloria a Te, Signore e dopo di essa Lode a Te, Signore. Dopo il canto dell'Inno del giorno, vi è il sermone. Viene recitato il Credo niceno e vengono fatti l'offertorio e le preghiere dei fedeli.

### Servizio del Sacramento
Il pastore recita il prefazio e poi viene cantano dall'assemblea il Sanctus. Seguono prima la Preghiera eucaristica con la consacrazione del pane e del vino, e poi il Padre Nostro. All'augurio di pace del pastore ai fedeli, segue l'Agnus Dei.
Dopo vi è la distribuzione del Pane del Vino, e il ministro esclama ai comunicandi Il vero Corpo di Cristo, dato per voi e Il vero Sangue di Cristo, versato per voi.
Vengono recitati il Nunc dimittis e il ringraziamento a Dio. Il pastore benedice l'assemblea con la benedizione di Aronne (Numeri 6,24).
È cantato un inno finale, il pastore e gli assistenti ritornano nel nartece, e il diacono proclama l'Ite missa est con le parole Andate in pace ad amare e servire il Signore, l'assemblea risponde Grazie a Dio.